# هولندا-دوزير-هولندا
.

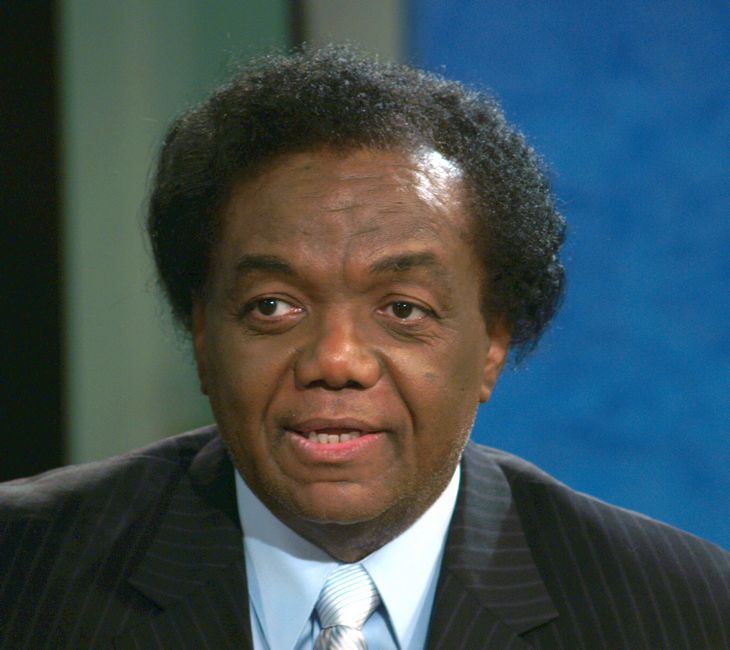
صورة لامونت دوزير

هولاند دويزير هولاند عازف امريكي يعزف السول
بدا العزف منذ 1960 الى حد اليوم
بريان هولاند (من مواليد 15 فيفري في ديترويت ، ميشيغان )، لامونت دوزير ( 16 -)8 اوت 2022 و ايدي هولاند ولد في 30 اكتوبر 1939 في ديترويت

## سيرة شخصية
في الخمسينيات من القرن الماضي ، كان الثلاثة مغنيين منفردين في مجموعات ديترويت الإيقاعية والبلوز الصوتية. عمل إيدي هولاند سابقًا مع بيري جوردي في عام 1958.
المجموعة متكونة من ماري ولز ذوميراكلز مارتا و ذو فادلز
في عام 1967، اختلف الثلاثي مع بيري جوردي وهولاند دوزير هولاند ليؤسسوا علامتيهم التجارية الخاصة انفيكتيس وهوة واكس ‏ 
أصدر لامونت دوزير ثلاثة ألبومات كمؤدٍ، وأنتج تسجيلات لأريثا فرانكلين وإريك كلابتون وبن إي كينج وسيمبلي ريد .
مع وضع 78عنوان في المراكز العشرة الأولى في المخططات، بما في ذلك 54 no 1  ، حصلوا على جائزة الإنجاز مدى الحياة من الأكاديمية الوطنية لكتاب الأغاني في عام 1987. تم إدخالهم إلى قاعة مشاهير كتاب الأغاني في عام 1988 وقاعة مشاهير الروك أند رول في عام 1990.
من خلال مؤلفاتهم وإنتاجاتهم، فتحت هولندا ودوزير وهولاند حدود الإيقاع

## ديسكغرافيا
- The Supremes Sing Holland-Dozier-Holland (موتاون، 1967)
- أعظم الأغاني التي كتبها هولاند دوزير هولاند ، تم تجميعها مع The Supremes، The Four Tops، Martha Reeves، Marvin Gaye، إلخ. (موتاون، 1985)
- هولاند دوزير هولاند - الصورة لا تتغير أبدًا (خيال، 1995)
- هولاند دوزير هولاند - لماذا لا نستطيع أن نكون عشاق - جلسات إنفيكتوس (الملاذ، 2000)
- لا بد أن السماء أرسلتك: قصة هولندا/دوزير/هولندا ، تجميع ثلاثي الأقراص المضغوطة (Hip-O، 2005)

## المذكرات و المراجع
1. ↑  "Holland/Dozier/Holland". Classic Motown (بالإنجليزية). Archived from the original on 2023-06-03. Retrieved 2021-02-14.
2. ↑  Komara, Edward; Bowman, Rob (2006). Encyclopedia of the Blues (PDF) (بالإنجليزية). New York: روتليدج (دار نشر). p. 911. ISBN:0-415-92699-8. Archived from the original (PDF) on 2022-01-14.
3. ↑  "Lamont Dozier, les mélodies du bonheur". لو موند (بالفرنسية). 29 Jun 2004. Archived from the original on 2021-04-14. Retrieved 2021-02-15.